# マーサ・ハイヤー
マーサ・ハイヤー（Martha Hyer、1924年8月10日 - 2014年5月31日）は、アメリカ合衆国の女優。

## 出演作品
- 警部マクロード／ハワイ出張始末記
- 七人の狼・タウンジャック
- 死刑台に接吻
- 大逆転
- サイゴンに生き残る者
- 陰謀の屋敷
- 真昼の衝動
- 逃亡地帯（メアリー・フラー）
- ビッグ・ジム
- エルダー兄弟（メリー・ゴードン）
- H.G.ウェルズの月世界探険
- ビキニ・ビーチ
- アパッチ砂漠
- 大いなる野望
- 忘れえぬ慕情
- 現金お断り
- おかしな兵隊物語
- アンコールワットを狙え
- 北海の果て
- 聖なる漁夫
- 大都会の女たち
- 走り来る人々
- 月夜の出来事
- パリの休日
- いとしの殿方
- 紐育ウロチョロ族
- 野望に燃える男
- 大空の凱歌
- ボスを倒せ!
- ケンタッキー人
- 麗しのサブリナ
- 赤い槍
- 凸凹火星探検
- 間諜777
- 暴力の街
- 渓谷の銃声
- 危険な女